# Glasbury
Glasbury (walisisch: Y Clas-ar-Wy), auch bekannt als Glasbury-on-Wye, ist eine Gemeinde (Community) im Süden von Powys, Wales, etwa 6 Kilometer von der Grenze zu England entfernt. Bei der letzten Volkszählung, dem Census 2021, hatte sie eine Einwohnerzahl von 1005 auf einer Fläche von 38,9 km².
Das Dorf Glasbury liegt nördlich der Mündung des Baches Afon Llynfi in den River Wye. Nebst dem Dorf gehören noch die Ortsteile Ffynnongynydd, Llanstephan, Llowes, Cwmbach und Boughrood zum Gemeindegebiet. Glasbury ist ein beliebter Ort für Wassersport wie Kajak, Kanu oder Angeln.